# Extra-Tipp am Sonntag
Der Extra-Tipp am Sonntag ist ein kostenloses Anzeigenblatt mit fünf eigenständigen Ausgaben in Krefeld, Mönchengladbach, Viersen, Willich und Meerbusch. Er erreicht die meisten Haushalte in den genannten Regionen des linken Niederrheins. Mit einer Gesamtauflage von 290.685 Exemplaren (2007) erscheint der Extra-Tipp jeden Sonntag im „Rheinischen Format“.
Im Fokus des redaktionellen Teiles liegen dabei vor allem lokale und sublokale Themen (Stadtteilnachrichten). Ein Serviceteil mit Sonderthemen wie Auto, Bauen und Wohnen, Gesundheit, Wellness etc. und ein umfangreicher Kleinanzeigenteil ergänzen die Inhalte.
Mehrmals im Jahr publiziert der Extra-Tipp Sonderproduktionen, wie zum Beispiel die Beilage zum Saisonstart von Borussia Mönchengladbach.
Der Extra-Tipp Mönchengladbach zählte 2006 zu den besten deutschen Anzeigenblättern. Er erhielt den dritten Preis beim Wettbewerb „Durchblick – Preis für Bürger- und Verbrauchernähe“ des Bundesverbandes Deutscher Anzeigenblätter.
Der Extra-Tipp gehört zum Verbund der Panorama Anzeigenblatt GmbH, deren Eigentümer wiederum die Rheinische Post Verlagsgesellschaft Rheinische Post und die Westdeutsche Zeitung (Verlag Girardet) Westdeutsche Zeitung sind. Außerdem ist er Mitglied im Bundesverband Deutscher Anzeigenblätter und bildet mit zahlreichen anderen Verlagen die Kleinanzeigen-Online-Plattform anonza.de.